# Jesús J. Ahumada
Jesús J. Ahumada fue un político mexicano miembro del Partido Revolucionario Institucional. Nació en la ciudad de Colima en 1890. Cursó sus estudios de preparatoria y de derecho en Guadalajara, por lo que posteriormente fue Juez de lo Civil y de Hacienda en 1914 en Colima. Ahumada fue presidente municipal de la capital estatal y gobernador interino en el estado en 1919 y de 1922 a 1923. Fue diputado local en la XX Legislatura del Congreso del Estado de Colima y en la XXIII Legislatura del Congreso del Estado de Colima. Fue diputado suplente y posteriormente propietario en la XXXVIII Legislatura del Congreso de la Unión de México. Cuando se desaforó al gobernador Jesús González Lugo fue nombrado Consejero Jurídico del Congreso de Colima. Murió en la Ciudad de Colima.
| Predecesor: - | Diputado federal por el II Distrito de Colima 1940 - 1943 | Sucesor: - |